# Survival Game (Film)
Survival Game ist ein 2016 erschienener russischer 3D-Film von Sarik Andreasyan.

## Handlung
Moskau, 2072: Das Gesellschaftsspiel Mafia wurde zu einer Fernsehshow weiterentwickelt, die sich großer Beliebtheit erfreut. An der Show nehmen elf Freiwillige teil. Während der Show sitzen die Teilnehmer in Stühlen, die sie nicht verlassen können. Ein Zufallsgenerator teilt sie in zwei Gruppen: Neun „Zivilisten“ und zwei „Mafiosi“. Die Teilnehmer wissen nicht, wer zu welcher Gruppe gehört. Tagsüber wählen alle Teilnehmer einen von ihnen aus, von dem die glauben, er gehöre zur Gruppe der Mafia. Nachts wählen nur die „Mafiosi“ einen Zivilisten aus, dem sie sich entledigen wollen. Jeder Auserwählte wird in einer Simulation seinen tiefsten Ängsten ausgesetzt und stirbt dabei. Wenn es den „Zivilisten“ gelingt, die zwei „Mafiosi“ zu enttarnen, ist das Spiel vorbei, ebenso wenn alle „Zivilisten“ von „Mafiosi“ ausgeschaltet wurden; unter den dann noch überlebenden Siegern wird das Preisgeld von einer Milliarde US-Dollar aufgeteilt.
An der aktuellen 57. Staffel nehmen der 85-jährige Milliardär Luca, der Hellseher Constantine, der Militäroffizier Walter, die Alkoholikerin Laura, die frühere Waisenhausbewohnerin Kate, der Polemiker Kieran, der Krebspatient Eli, die ehemalige Ballerina Marie, ihr Verehrer Peter und die Häftlinge Butcher und Ivan teil. Den Häftlingen wird im Siegesfall ihre Freiheitsstrafe erlassen.
In der ersten Runde wählen die Teilnehmer Marie aus, die nach einem Unfall nicht mehr als Ballerina arbeiten konnte und hoffte, mit dem Preisgeld eine synthetische Muskelprothese bezahlen zu können. Sie wird als „Zivilistin“ enttarnt. In einer Simulation wird sie ihrer Angst vor einem Gewitter gestellt und durch einen Blitz getötet. Durch ihren Tod in der Simulation stirbt sie auch in der echten Welt.
In der ersten Nacht wählen die „Mafiosi“ den Häftling Butcher. Dieser fürchtet sich davor, als Schwächling zu sterben. In seiner Simulation muss er sich einem Kampf gegen zwei überlegene Gegner stellen. Er kann den Kampf für sich entscheiden, rutscht dann jedoch aus und fällt auf eine Eisenbewehrung, die sich in seinen Kopf bohrt und zu seinem Tod führt.
In der zweiten Runde wählen die Teilnehmer Peter aus, der jedoch ebenfalls zu den „Zivilisten“ zählt. Peter fürchtet sich vor Wasser und findet sich in der Simulation auf offener See in einem leckenden Boot umringt von Haien wieder. Er findet den Tod durch einen Haiangriff.
Da bislang drei der neun „Zivilisten“ aus dem Spiel ausgeschieden sind, erhalten die Teilnehmer eine nochmalige Möglichkeit, einen „Mafioso“ zu nominieren. Nach einer Aussprache fällt die Wahl auf den 45-jährigen Militäroffizier Walter. Er gibt sich die Schuld für den Tod von vier seiner Rekruten bei einem zurückliegenden Einsatz und ist depressiv. In seiner Simulation findet er sich in dem früheren Kampfeinsatz wieder und muss erst erleben, wie die Angehörigen seiner Truppe getötet werden und stirbt schließlich selbst im Kugelhagel.
In der zweiten Nacht wählen die „Mafiosi“ die Alkoholikerin Laura. Sie offenbart, dass sie es war, die einst den jetzigen Mitspieler Ivan aus einem brennenden Auto rettete, aber mit ihrer Falschaussage vor Gericht dafür sorgte, dass er wegen vorsätzlichen zweifachen Mordes verurteilt wurde. Die Jury sah es aufgrund ihrer Aussage als erwiesen an, dass Ivan durch Trunkenheit im Verkehr den entsprechenden Straßenverkehrsunfall verursacht hatte. Auch Laura ist „Zivilistin“. Sie fürchtet sich vor Höhen und stirbt in ihrer Simulation bei einem Flugzeugabsturz.
In der Aussprache zur nächsten Runde gibt Constantine Kate den Hinweis, zu Springen und das Licht im Dreieck zu suchen. Die Teilnehmer wählen Constantine aus, der dabei für sich selbst stimmt und als „Mafioso“ enttarnt wird. Er gab an, seine größte Angst sei es, an Altersschwäche zu sterben. In der Simulation widerfährt ihm genau dies, doch bevor er stirbt, sagt er, er habe gelogen; der Tod als Greis sei wunderbar und er habe so den Spielablauf geändert.
In der dritten Nacht wählen die Teilnehmer den 18-jährigen Häftling Ivan. Er fürchtet sich davor, im Gefängnis zu sterben. Er gehört zu den „Zivilisten“. In seiner Simulation wird er im Gefängnis exekutiert, wobei er sich vorstellt, mit seiner Mutter am Meer zu sein.
In der nächsten Runde können sich die Teilnehmer auf keinen Kandidaten einigen, deswegen bestimmt der Zufallsgenerator die frühere Waisenhausbewohnerin Kate. Es stellt sich heraus, dass sich Kate und Kieran am Tag zuvor getroffen hatten und zusammenarbeiten wollten. Kieran weigert sich zu akzeptieren, dass Kate sterben soll. Er schafft es, seinen Stuhl zu verlassen und beide betreten eine gemeinsame Simulation. Dort werden sie zunächst mit Kates Ängsten konfrontiert: Höhe, Wüste und Schlangen. Anschließend treffen sie Kierans Angst, die sich in Form eines Monsters zeigt. Dank der vorherigen Tipps von Constantine können sie die Ängste besiegen und finden sich im Waisenhaus von Kate wieder. Als ihr Kieran erklärt, die dargestellte Situation sei nicht real und Kate könne sie durch Willenskraft überwinden, finden sie sich im Büro des Spielleiters wieder.
Der Spielleiter erklärt ihnen, dass er angesichts zuletzt schwächelnder Quoten ein spektakuläres Finale plante. Er habe gewusst, dass Kate und Kieran eine Absprache getroffen hätten und es daher erst ermöglicht, dass Kieran die Simulation gemeinsam mit Kate betreten konnte. Constantine war in Wirklichkeit ein Mitarbeiter von ihm, der das Spiel sabotieren wollte, was ihm aber nicht gelungen sei. Die Szene sei gar nicht real, sondern spiele sich im Bewusstsein des Spielleiters ab. Er entlässt beide.
Da beim Spiel nur noch zwei Teilnehmer verbleiben, gewinnt automatisch der „Mafioso“. Es ist der Krebspatient Eli, der das Preisgeld ausgezahlt bekommt und zu seiner Familie zurückkehrt. Er lebt noch zehn Monate. Der verbliebene Zivilist Luca erhält kein Preisgeld. Er enterbt seine Familie und spendet sein Vermögen an das frühere Waisenhaus von Kate. Kieran und Kate sind sich am Grab von Constantine einig, dass dieser ein Held war, da er sich entschlossen hatte, das Spiel zu beenden. Am Ende meldet sich Kieran für eine neue Staffel an, um die Mafia endgültig zu besiegen.

## Synchronisation
| Figur              | Darsteller                                  | Deutscher Sprecher   |
| ------------------ | ------------------------------------------- | -------------------- |
| Butcher            | Aleksey Grishin                             | Klaus Lochthove      |
| Eli                | Andrey Chadov                               | Nils Nelleßen        |
| Ivan               | Artyom Suchkov                              | Patrick Baehr        |
| Ivans Mutter       | Yuliya Ruvinskaya                           | Harriet Kracht       |
| Kate               | Violetta Getmanskaya                        | Marieke Oeffinger    |
| Kieran             | Vadim Tsallati                              | Felix Spieß          |
| Constantine        | Juri Anatoljewitsch Tschursin               | Bastian Sierich      |
| Laura              | Olga Tumaykina                              | Arianne Borbach      |
| Luca               | Weniamin Borissowitsch Smechow              | Till Hagen           |
| Marie              | Natalya Rudova                              | Sabine Mazay         |
| Moderator (Stimme) | Vsevolod Kuznetsov                          | Gerald Paradies      |
| Peter              | Evgeniy Koryakovskiy                        | Alexander Ziegenbein |
| Psychologe         | Karen Badalov                               | Tobias Lelle         |
| Spielleiter        | Viktor Verzhbitskiy                         | Detlef Bierstedt     |
| Walter             | Wjatscheslaw Wjatscheslawowitsch Rasbegajew | Tim Moeseritz        |

## Rezeption
Christian Kühnemann bescheinigte dem Film, auf einer „interessanten und spannenden Idee“ aufzubauen, deren Umsetzung jedoch nicht gelungen sei. Anstatt einen Thriller zu inszenieren, verlaufe sich der Film in Science-Fiction, Horror- und Actionszenen. Die Konfrontation mit den Ängsten sei zu futuristisch aufgezogen, um ernst genommen werden zu können, zudem einfach „nicht spannend“. Die visuellen Effekte könnten nicht immer überzeugen. Des Weiteren fehle eine Einführung der Charaktere. Das Ende mit philosophischem Anklang komme konstruiert und unlogisch daher.